# Unión Caribeña de Radiodifusión
La Unión Caribeña de Radiodifusión (En inglés: Caribbean Broadcasting Union, CBU) es una asociación sin fines de lucro de radiodifusoras de servicio público y comerciales en el Caribe. Fundada en 1970, tiene su sede en Barbados.
El mandato actual de la CBU incluye la facilitación de algunos servicios de transmisión, representación y capacitación del personal de las estaciones miembros en apoyo de una comunidad caribeña unificada. Las estaciones miembros provienen de los 15 países miembros de la Comunidad del Caribe, con la excepción de Haití. Otras estaciones miembros provienen de algunas naciones en la zona del Caribe.

## Miembros

### Miembros plenos
| País                         | Organización de radiodifusión                             |
| ---------------------------- | --------------------------------------------------------- |
| Anguila                      | Radio Anguilla                                            |
| Aruba                        | Telearuba                                                 |
| Antigua y Barbuda            | Antigua and Barbuda Broadcasting Service                  |
| Bahamas                      | Broadcasting Corporation of the Bahamas                   |
| Barbados                     | Caribbean Broadcasting Corporation                        |
| Belice                       | Broadcasting Corporation of Belize                        |
| Belice                       | Great Belize Productions                                  |
| Bermudas                     | Bermuda Broadcasting Company                              |
| Colombia                     | Teleislas                                                 |
| Curazao                      | TeleCuracao                                               |
| Dominica                     | Dominica Broadcasting                                     |
| Dominica                     | Marpin Television                                         |
| Granada                      | Grenada Broadcasting Corporation                          |
| Guyana                       | Guyana Television Broadcasting                            |
| Guyana                       | Guyana Broadcasting Corporation                           |
| Guyana                       | WRHM Television Service                                   |
| Guyana                       | Viera Communications                                      |
| Islas Turcas y Caicos        | Radio Turks and Caicos                                    |
| Jamaica                      | CVM Television                                            |
| Jamaica                      | Jamaica Broadcasting Corporation                          |
| Jamaica                      | Television Jamaica                                        |
| Montserrat                   | Radio Montserrat                                          |
| San Cristóbal y Nieves       | ZIZ Radio and Television                                  |
| Santa Lucía                  | Cablevisión                                               |
| Santa Lucía                  | Helen Television System                                   |
| Santa Lucía                  | Saint Lucia Broadcasting Corporation                      |
| San Vicente y las Granadinas | Saint Vincent and the Grenadines Broadcasting Corporation |
| Surinam                      | Surinaamse Televisie Stichting                            |
| Surinam                      | ATV                                                       |
| Surinam                      | Telesur                                                   |
| Trinidad y Tobago            | AVM Television                                            |
| Trinidad y Tobago            | Caribbean Communication Network - TV 6                    |
| Trinidad y Tobago            | International Communication Network                       |
| Trinidad y Tobago            | Trinidad Broadcasting                                     |

### Miembros asociados
| País                                 | Organización de radiodifusión                                |
| ------------------------------------ | ------------------------------------------------------------ |
| Canadá                               | Corporación Canadiense de Radiodifusión (CBC/Radio-Canada)   |
| Cuba                                 | Instituto Cubano de Radio y Televisión (ICRT)                |
| Estados Unidos                       | CNN                                                          |
| Estados Unidos                       | National Association of Broadcasters                         |
| Estados Unidos                       | Voz de América (VOA)                                         |
| Francia                              | Sociedad Nacional de Radio Televisión Francesa de Ultramar   |
| Islas Vírgenes Británicas            | Departamento de Información y Relaciones Públicas de Tórtola |
| Islas Vírgenes de los Estados Unidos | St. Thomas-St. John Cable Television                         |
| Jamaica                              | Instituto Caribeño de Medios y Comunicación (CARIMAC)        |
| Jamaica                              | The Creative Production & Training Centre Ltd.               |
| Jamaica                              | Independent Radio Co. Ltd.                                   |
| Jamaica                              | Radio Education Unit                                         |
| Países Bajos                         | Radio Nederland Wereldomroep                                 |
| Reino Unido                          | BBC                                                          |
| Trinidad y Tobago                    | Banyan Ltd.                                                  |